# Anja Karmanski
Anja Karmanski (* 1970 in Aachen) ist eine deutsche Schauspielerin.

## Leben und Karriere
Anja Karmanski absolvierte ihre Schauspielausbildung von 1989 bis 1991 in Österreich beim Studio Theater an der Wien, das sie mit dem Diplom abschloss. Sie begann ihre Schauspielkarriere von 1991 bis 1992 am Deutschen Schauspielhaus in Hamburg und von 1992 bis 2001 am Theater des Westens in Berlin, woraufhin zahlreiche weitere Theaterengagements folgten. Karmanski wirkte seit 2007 bislang in über 70 Film-und-Fernsehproduktionen mit.
Im Jahr 1997 wurde sie mit dem Hersfeld-Preis für Schauspieler ausgezeichnet.
Sie lebt in Berlin und Wien.

## Filmografie (Auswahl)
- 2007: Zwei Wochen Chef
- 2008: Bundeskanzler Honecker (Kino)
- 2009: Kollegium – Klassenkampf im Lehrerzimmer
- 2009: Flemming (Fernsehserie, 1 Folge)
- 2009: Dinosaurier – Gegen uns seht ihr alt aus! (Kino)
- 2009: Pink (Kino)
- 2010: Das rote Zimmer (Kino)
- 2010: Undercover Love
- 2011: Neben meinem Bruder
- 2011: Die Stein (Fernsehserie, 3 Folgen)
- 2012: Little Thirteen (Kino)
- 2012–2016: SOKO Wismar (Fernsehserie, 2 Folgen, verschiedene Rollen)
- 2012: Glück (Kino)
- 2012: Die Rosenheim-Cops (Fernsehserie, 1 Folge)
- 2012: Alice Francis – St. James Ballroom (Musikvideo)
- 2012: Am Himmel der Tag (Kino)
- 2012: Fliegende Hechte (Kurzfilm)
- 2012–2019: Morden im Norden (Fernsehserie, 2 Folgen, verschiedene Rollen)
- 2012: SOKO München (Fernsehserie, 1 Folge)
- 2012: Drei in einem Bett
- 2013: Totale Stille (Kino)
- 2013: Posthumous (Kino)
- 2013: Der Dicke (Fernsehserie, 1 Folge)
- 2013: Mit Burnout durch den Wald
- 2013: Bully macht Buddy (Fernsehserie, 3 Folgen)
- 2014: Miss Sixty (Kino)
- 2014: Dating Daisy (Fernsehserie, 1 Folge)
- 2014: Wann endlich küsst du mich? (Kino)
- 2014: Schuld nach Ferdinand von Schirach – Die Illuminaten (TV-Serie)
- 2014: Blutsbrüder (Pilotfilm)
- 2015: Fanny und die geheimen Väter
- 2015: Helen Dorn – Die falsche Zeugin (Fernsehreihe)
- 2015: Blutsbrüder – Mein Bruder der Zombie (Miniserie)
- 2015: Mr. Rudolpho`s Jubilee (Kino)
- 2016: Akte Ex (Fernsehserie, 1 Folge)
- 2016: Ein Weg
- 2016: Kimchi (Kino)
- 2016: Paul (Kino)
- 2016: Ein deutscher Winter (Kino)
- 2016: SOKO Köln (Fernsehserie, 1 Folge)
- 2016: Aspach (Kino)
- 2017: Etwas Doofes (Kino)
- 2018: Mute (Kino)
- 2018: In aller Freundschaft (Fernsehserie, 1 Folge)
- 2018: The Girl in the Spider’s Web (Kino)
- 2018: Unsere Jungs
- 2018: Verschwörung (Kino)
- 2018: Hingabe (Kino)
- 2019: Inga Lindström – Auf der Suche nach dir (Fernsehreihe)
- 2019: 36 Husbands (Kino)
- 2019: SOKO Potsdam (Fernsehserie, 1 Folge)
- 2019: Stand up (Kino)
- 2019: Bonusfamilie (Fernsehserie)
- 2019: Der Zürich-Krimi – Borchert und der Tote im See (Fernsehreihe)
- 2019: Rampensau (Fernsehserie)
- 2019: Outlander (Fernsehserie)
- 2020: Liebe. Jetzt! (Miniserie)
- 2020: Ich und die anderen (Miniserie)
- 2021: SOKO Stuttgart (Fernsehserie, 1 Folge)
- 2021: Westwall (Fernsehserie)
- 2021: Der Palast (Fernsehserie)
- 2021: Nur ein Freitag
- 2022: Geschlossene Gesellschaft – Schauspielende im Fegefeuer
- 2022: The Blond He (Kurzfilm)
- 2023: Da hilft nur beten!
- 2024: Kanzlei Liebling Kreuzberg
- 2025: Dünentod – Tödliche Geheimnisse
- 2025: Trapps Sommer

## Auszeichnungen
- 1997: Hersfeld-Preis für die beste Nebenrolle

## Theater (Auswahl)
- Schauspielhaus Hamburg (1991–1992)
- Theater des Westens (1992–2001)
- Staatstheater Kassel
- Staatstheater Saarbrücken
- Raimund Theater
- Bad Hersfelder Festspiele
- Oper Bonn
- Stadttheater Bern
- Oper Graz
- Musiktheater im Revier
- Theater Aachen
- Theater Lübeck
- Theater Koblenz
- Anhaltisches Theater Dessau (2002–2004)
- St. Pauli Theater (2004–2006)
- Schlossparktheater (2006–2007)
- Theater St. Gallen